# Carlos Félix
Carlos José Félix García (ur. 23 lipca 1980) – dominikański zapaśnik walczący w stylu wolnym. Zdobył dwa brązowe medale na igrzyskach panamerykańskich w 2007 i 2011. Zajął piąte miejsce na mistrzostwach panamerykańskich w 2009. Trzeci na igrzyskach Ameryki Środkowej i Karaibów w 2010. Wicemistrz Ameryki Płd. z 2012. Brązowy medalista igrzysk boliwaryjskich w 2017 roku.